# 異性裝扮

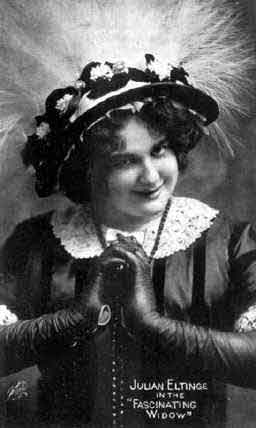
美国反串演员朱利安·埃尔廷奇

異性裝扮（英語：Cross-dressing），簡稱：異裝，是指任何人為任何理由、動機穿著異性的服裝，有時也會搭配化妝。成語「易弁而釵」就是男扮女裝的意思。而實際是男性的偽娘雖不一定要異性裝扮，但也常透過這樣的裝扮來表現自己或更突顯女性美。如果連容貌也改變成特定的異性，則進入到易容的範疇。
有異性裝扮行為的人，可概稱為較中性用語的異性裝扮者（變裝者、異裝者、易裝者、易服者）；而喜歡異性裝扮或有此癖好者，則被稱為異性裝扮癖（變裝癖、異裝癖、易裝癖、易服癖）或戀異性裝癖。許多行為雖然看似相同，但因人而異而常會有不同的成因理解和行為解釋，因此這些稱呼其明確的定義頗為模糊。常見的狀況為工作於特定職業的反串行為（尤其是演員），或是對異性服裝的戀物情節所產生的異性裝扮。跨性別者是基於性別認同而做出認同性別的打扮，並不屬於異性裝扮的範疇。

## 術語

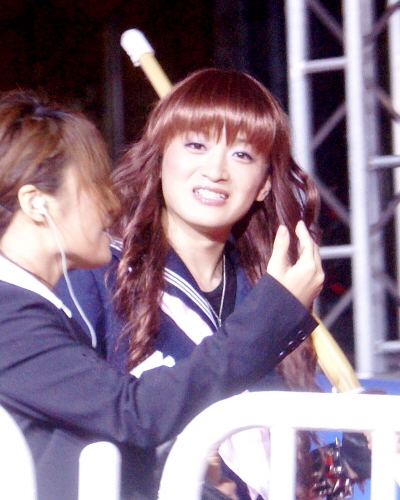
日本藝人斋藤恭央打扮成一名女學生

儘管「transvestism」一詞最早是在1910年代提出的，但是這種現象並不是新奇的，而且也曾在希伯来圣经中被提及。今天，「transvestism」一詞通常被認為是過時的和貶義的，「cross-dressing」一詞被當作更合適的替代品。這是因為「transvestism」曾被視為一種精神疾病，但術語「cross-dressing」是由跨性別群體所提出的。然而，在某些情況下，「transvestism」一詞被認為更適合跨性別群體成員而非適合跨性別群體以外的人，但有些人已經收回了這段話。
在1970年中「transvestism」一詞引發討論，一大群人一言了斷地形容自己為：「穿着传统意義為女性服装的异性恋男人」。这个群体对「transvestism」一词并不是特别满意，因此采用了「cross-dressing」一词。這些異性裝扮者穿着女性服装，往往既钦佩和模仿女性，但自我认同与男同性恋和跨性別不同，並且通常否認有戀物癖的意圖。
当異性裝扮在至少六个月的时间内出现色情的目的并且还引起显着的痛苦或認知损伤时，该行为被认为是精神疾病診斷與統計手冊中的精神障碍，精神診斷為「戀物性異裝」。
在《国际疾病分类手册第十一版》(ICD-11)中区分了与公共卫生和临床精神病理学相关的病症和仅反映私人行为的病症，因此，ICD-10中的恋物性异装症类别已经被取消，在ICD-11中，如果伴有明显的痛苦，而这种痛苦并不完全是由于其他人（如伴侣、家庭、社会）拒绝或担心拒绝这种兴奋模式，或有重大的伤害或死亡风险，才可以被诊断为涉及自身或自愿对象的性欲倒错障碍。

## 成因
由於人、理由、性別、衣物都相當的複雜多變，因此異性裝扮也是相當複雜多變。很多人異性裝扮並不是為了性或是戀物癖的理由。同樣的，儘管異性裝扮也是一種跨性別的行為，不是每一個異性裝扮的人都有跨性別的感覺或認同。同時，為達到男女平等目的而進行異性裝扮以表達對男女不平等的不滿。甚至一種行為是否是異性裝扮也很複雜，例如某些人認為男性穿耳洞戴耳環是異性裝扮（他們所處環境之風氣只有女士才戴耳環而又默認之故引申出此念），某些人卻認為不是，這兩類人對異性裝扮的定義就不同，或保持性別中立或者性別酷兒。這很視乎於社會與民俗對於衣著所造就的風氣與潮流。
異性裝扮一詞的意義未必與理由無關。像是某些跨性別者就把異性裝扮當作一種身份、認同。
研究異性裝扮的理由、動機有不少問題。歷史上的異性裝扮案例，除非是明顯與一個特定事件有關，或由異性裝扮者刻意強調其異性裝扮動機，通常都很難確定異性裝扮者之動機。而且現在作出的性別分類，像是同性戀、跨性別，在過去的異性裝扮案例上未必有意義。而且即使在現在，異性裝扮的人的動機也很難確定，常出現說法反覆的情形。

## 裝扮
某些人是為自身的性別認同認同另一個性別而穿著與性別指定不同的衣物。像是某些跨性別者就覺得在日常生活中與人交流時，為表達自己正確的心理性別，而穿著心理認同性別的衣物，繼而在自己與他人交流時希望他人適度按照「男女社群話題之異」來相應調整話題。
跨性別包括了許多次分類，比如變性者（transsexual）、變裝者（cross-dresser）、變裝症者（transvestites）、變裝國王（drag kings）與變裝皇后（drag queen），或者性別酷兒。
通常戀異性裝癖者或是變裝癖（transvestic fetishist）不包含在這裡面，因為在大部分的情況下這並不是一個性別議題（gender issue）（不過在實踐上很難分）。
在本文中為行文方便起見，異性裝扮是指行為而與理由動機無關。但是異性裝扮一詞的意義未必與理由無關。某些跨性別者就以「異性裝扮」或是意義相關的CD（cross-dressing）、TV（transvestic）來稱呼相關的行為或人物。在此，異性裝扮可說就是一種身份認同。
有些人的自我認同為中性，不論男女，亦有身邊的人士承認，基於穿着自由為理由，故不承認（或者不應該承認）自己是異性穿着或打扮。

### 戀異性裝癖者
人類異性裝扮的動機，有因為性別認同障礙而異性裝扮，也有因為純粹戀異性裝癖而異性裝扮。戀異性裝癖不能劃到跨性別類别裡来，原因如下：
- 跨性別者乃認為自己心理性別和性別指定不一致，並基於在「社會普遍習慣把男女衣著風格作鮮明區分」的風氣下務求取得大眾對其內心真正性別即心理性別之認同，而穿著與生理性別不同的裝扮。他們對異性服飾並不會有慾望，假如人類都恢復一絲不掛，他們就不會再有變裝的需要和擔憂，故此以戀異性裝癖並不適用於判定到跨性別者上。
- 戀異性裝癖的變裝則並非因為如跨性別者般其內心不認同自己的生殖性别，而是純粹迷戀該等服飾之功能，外观以达到滿足自身性慾，外貌形象认同之目的。

很多戀異性裝癖者跟人間既有的刻板印象不同，不是跨性別也不是同性戀。而許多人就只是單純把自己定義為跨性別者，儘管他們也可能符合以上所述的其中一個分類。

## 案例

### 職業與異性裝扮
職業有時會使工作者作出異性裝扮行為。

#### 演員與表演
男演員演出女性角色在中國傳統戲曲中有悠久的歷史。京劇大師梅蘭芳就以此聞名。民國初年開始有女演員演出男性角色，粵劇名伶任劍輝就是經常扮演男角的女演員。傳統戲曲中的反串原本是指演出與自身本工的行當不同的戲，但傳統戲曲以外的演員若扮演異性角色也可稱為反串。中華人民共和國的第一任國務院總理周恩來在就讀天津市南開中學的時期，曾參與「南開新劇」（南開中學的話劇團隊），並多次反串飾演女性角色。
而較知名的男扮女演員則計有香港已故藝人張國榮，其異性裝扮動機乃基於在「社會普遍習慣把男女衣著風格作鮮明區分」的風氣下務求以衣著風格取得大眾對其心理性別和戀愛傾向的認知與認同。在長江七號電影中，周星馳的乾女兒徐嬌、黄蕾和姚文雪反串演出男性角色；而韓永華則反串演出女性角色。
在台灣綜藝界也有很多例子以中國傳統戲曲中的「反串」一語來指異性裝扮。在電視界中像是藝人陽帆扮的「楊婆婆」，澎恰恰與許效舜主持的「鐵獅玉玲瓏」，還有藝人大炳的表演都是很有名的反串。在某些餐廳秀中，第三性是一吸引人的主題。楊麗花女士在歌仔戲中常以男性裝扮出場。
在泰國，以「泰國變性女人」為主題的表演早已是國際馳名。
在日本，1914年成立的寶塚歌劇團則以女演員演出男性角色聞名。日本組合「昭和時代」模仿韓國青春洋溢的組合「少女時代」，全都是由男生反串。
在韓國，組合「Boy's Day」模仿「Girl's Day」，全都是由男生反串。
在香港，著名DJ葛民輝於電台節目上不時化身「娟姨」與聽眾談天。母親的抉擇角色轉換系列宣傳片中，男生反串扮演未婚媽媽，以體現女生所受的傷害。在《全民造星IV》表演項目勞斯萊斯中，林暐翹及蘇雅琳反串扮演男生。藝人馬米高以「Michelle」女裝，拍攝了一條在紐約逛超市教英文的影片，稱要教育批評「她」的網民 。
在西方戏剧历史上也有类似反串的传统，例如仲夏夜之梦。

#### 特種行業
在台灣「特種行業」，有所謂的「第三性公關」，是由男士穿著典型女裝，再作坐檯的「小姐」。

### 掩飾身份的異性裝扮
中國古代民間傳奇人物花木蘭女扮男裝代父從軍的故事家喻戶曉，文學作品中亦有不少女扮男裝的女性形象，例如祝英台女扮男裝讀書。

## 社會壓迫
有些女性認為男性易服後難以辨認其性別，造成她們防範男性非禮有困難，然而並沒有證據顯示異性裝扮者有較高比例為性騷擾加害者。大多數加害者往往外表上都符合於主流社會認知，將服裝穿扮視為增加性騷擾防範困擾的說法顯得牽強。
有些地方的法律禁止人民作異性打扮，如新加坡（但現況可能放寬）以及某些伊斯蘭教國家等。如果異性裝扮行為對別人構成不安，例如跨性别女生進入女洗手間/更衣室等，可能遭到职场或社会的排斥。另外執法機關也有可能以遊蕩罪或類似罪名向異性裝扮者起诉。

但有些地方亦有立法禁止有關與性別認同的歧視，例如大部分歐美國家，以保障異性裝扮者。

### 新加坡
1960到1990年代間，新加坡法律曾經以當時社會兩性著裝習慣為規範訂立法律，並強制所有於其境內外出現或駐留的人士遵守，把「社會普遍習慣把男女衣著打扮風格作鮮明區分」的風氣貫徹硬性執行。例子有：
- 規定男士頭側頭髮長度不得足以蓋住耳朵及膊[24]，而在公眾場所亦時常有「長髮男子不受歡迎」等告示；
- 規定男士不得穿著女式上衣及裙子、絲襪、褲襪、高跟鞋等「被視為屬於女性穿著」的服裝；
- 規定男士不得佩戴耳環與任何標緻飾物等「被視為屬於女性佩戴」的飾物。

此法令主要針對嬉皮。當時，新加坡境內任何民眾儀容一旦未符合上述所有規定者即屬違法。
著名日本音樂大師喜多郎曾因為在新加坡機場辦理入境手續時留長髮，與新加坡政府對男士的儀容規範不符，就被拒絕入境，而其專場音樂會也因此被迫取消。
現時，因應保障跨性別人士，而將部分廢除。

### 伊朗
伊朗政府當局在2010年7月也頒佈了男性人員的髮型指引，把留馬尾等長髮、 龐克髮型等男性人員予以法辦著令剪短。

### 阿联酋
阿聯酋屬於一個伊斯蘭教並行使伊斯蘭教法的國家，對男女有一定的打扮要求，同時，並禁止相關的同性戀行為，而跨性別同樣被取締，包括異性裝扮在內。
在2005年，警察在發現一間阿布達比旅館的26名年輕男性從事穿著反串服裝與同性戀行為後，他們都被逮捕。在討論此次突襲時，司法及伊斯蘭事務及宗教基金部長穆罕默德·本·努克海拉·阿爾·達西里（Mohammed bin Nukhaira Al Dhahiri）說：「UAE不會容忍任何同性戀或同性性行為。我們的社會不允許同性戀行為的存在，無論是言語上或實際行為上。」初期的報告顯示這些人被強制給予實驗性的激素治療，但政府隨後收回了這些聲明。這些人最後被全部判處5年徒刑。
此外，對LGBT人士的法律及社會制裁導致在杜拜不存在任何正式的LGBT組織或夜店。一個叫做「鑽石俱樂部（Diamond Club）」的夜店為LGBT社群主辦了一場特別的夜晚活動，請來英國的異性裝扮DJ，但被政府強制關閉。

### 法國
在1799年至2013年間，在「霧月政變」的第八天，巴黎警察局長簽署一項法令：所有想要穿男性衣服的女性，必須在警察局取得合法許可。自從法國大革命時間，女性亦有參與有關男女平權運動，並於1789年通過的著名的《人權宣言》，強調「人人生而自由平等」，但在1799拿破崙聯合其他勢力發動「霧月政變」後，便開始抵制女權主義。
在1892年和1909年，法國下發了兩個警長通知，允許女性在騎自行車和騎馬時穿褲子。隨之，出現了一種燈籠褲，褲子很寬大，在膝蓋處收緊。即便如此，這種燈籠褲也曾讓保守人士勃然大怒。
到1946年，法國已實施新憲法，法律的內容是「法律保證女性在各方面享有跟男性同樣權利」，使該女性禁穿長褲的法律則沒有再次執行，使法國在1968年的「五月風暴」後，使女性能夠高興地穿著從美國傳入的牛仔褲。
時至2013年1月31日，實施200多年的法律終於被廢除，在2012年7月，參議員兼人民運動聯盟保守黨成員艾倫·胡佩特在一項遞給娜雅·瓦洛·貝爾卡桑的公開申請中表示，這項法律的「象徵意義」可能會「削弱我們的現代意識」，並請求部長撤銷此項法律。娜雅·瓦洛·貝爾卡桑同意了他的訴求。

## 圖片集

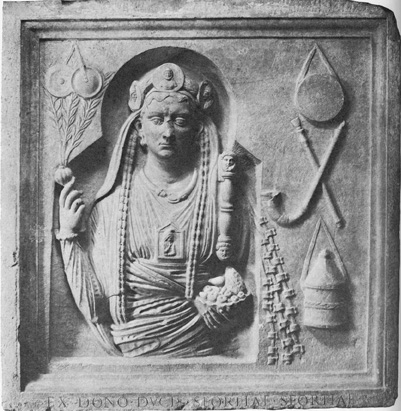
古羅馬的祭司。
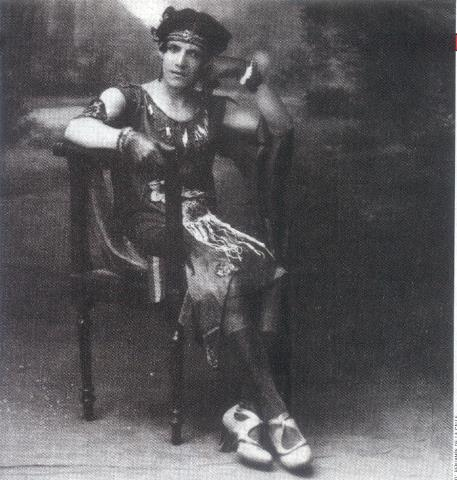
1927年哥倫比亞庫庫塔。
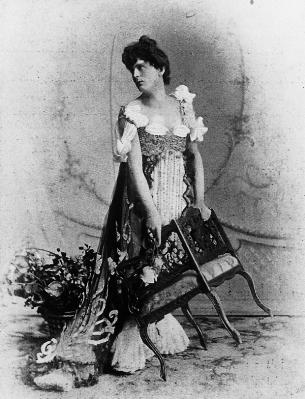
德國易裝癖者。
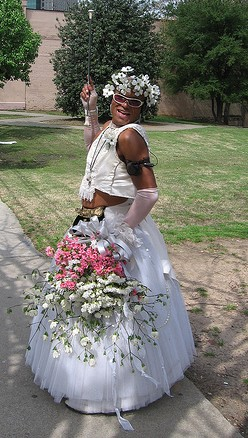
現代美國異裝癖。
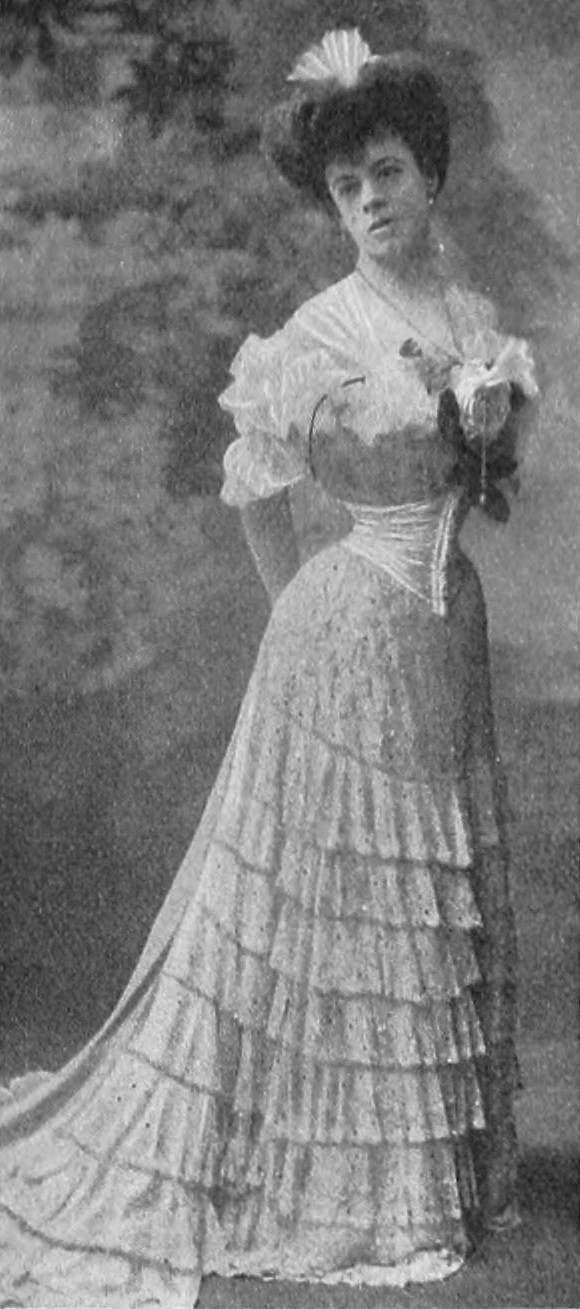
意大利那不勒斯的一種古老的穿著文化。
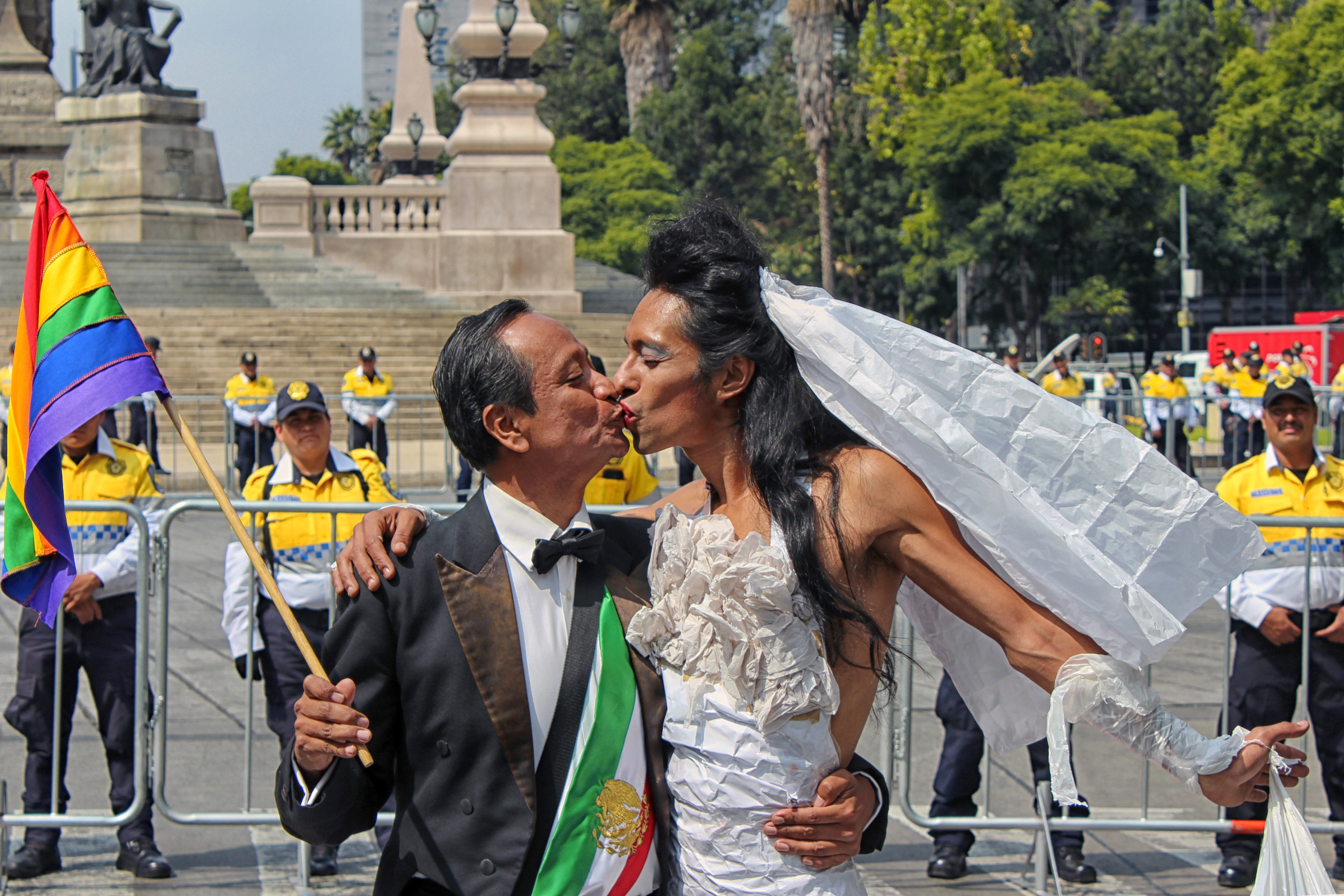
一個同性戀男子和異裝癖者在示威中親吻。
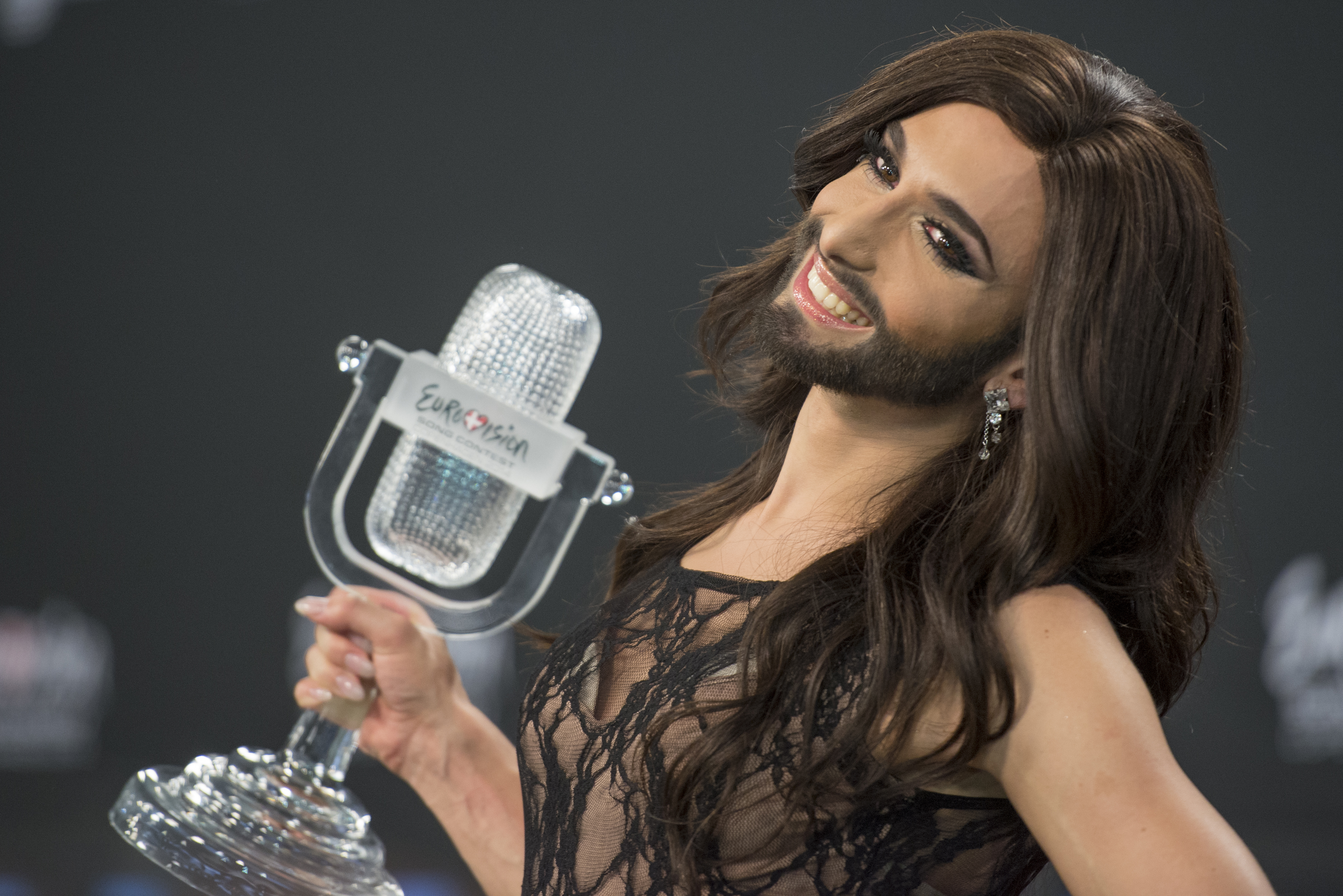
Conchita Wurst贏得比賽。